# Nothaphoebe condensa
Nothaphoebe condensa là một loài thực vật thuộc họ Lauraceae. Đây là loài đặc hữu của Malaysia.